# Толедо (Вашингтон)
Толедо (англ. Toledo) — місто (англ. city) в США, в окрузі Льюїс штату Вашингтон. Населення — 631 особа (2020).

## Географія
Толедо розташоване за координатами 46°26′28″ пн. ш. 122°50′58″ зх. д. / 46.44111° пн. ш. 122.84944° зх. д. (46.441180, -122.849526).  За даними Бюро перепису населення США в 2010 році місто мало площу 1,05 км², з яких 1,04 км² — суходіл та 0,01 км² — водойми.

### Клімат
| Клімат : Толедо         | Клімат : Толедо | Клімат : Толедо | Клімат : Толедо | Клімат : Толедо | Клімат : Толедо | Клімат : Толедо | Клімат : Толедо | Клімат : Толедо | Клімат : Толедо | Клімат : Толедо | Клімат : Толедо | Клімат : Толедо | Клімат : Толедо |
| Показник                | Січ.            | Лют.            | Бер.            | Квіт.           | Трав.           | Черв.           | Лип.            | Серп.           | Вер.            | Жовт.           | Лист.           | Груд.           | Рік             |
| Абсолютний максимум, °C | 16,7            | 22,2            | 26,7            | 31,7            | 33,9            | 36,1            | 38,9            | 40,0            | 37,8            | 35,6            | 21,7            | 16,7            | 40,0            |
| Середній максимум, °C   | 7,4             | 10,4            | 13,1            | 15,8            | 19,4            | 22,4            | 25,6            | 26,0            | 23,4            | 17,2            | 10,6            | 7,2             | 16,6            |
| Середній мінімум, °C    | 0,7             | 1,2             | 2,4             | 3,9             | 6,5             | 9,0             | 10,2            | 10,0            | 7,8             | 5,1             | 3,2             | 1,2             | 5,1             |
| Абсолютний мінімум, °C  | −17,8           | −16,1           | −11,1           | −5              | −3,3            | −0,6            | −0,6            | −0,6            | −3,9            | −8,9            | −16,1           | −18,9           | −18,9           |
| Норма опадів, мм        | 176             | 128             | 122             | 80              | 58              | 51              | 19              | 36              | 59              | 95              | 161             | 176             | 1160            |
| Днів з опадами          | 20              | 17              | 19              | 15              | 12              | 10              | 5               | 7               | 10              | 14              | 19              | 21              | 169,0           |
| ----------------------- | --------------- | --------------- | --------------- | --------------- | --------------- | --------------- | --------------- | --------------- | --------------- | --------------- | --------------- | --------------- | --------------- |
| Джерело:                |                 |                 |                 |                 |                 |                 |                 |                 |                 |                 |                 |                 |                 |

## Демографія
Згідно з переписом 2010 року, у місті мешкало 725 осіб у 274 домогосподарствах у складі 199 родин. Густота населення становила 691 особа/км².  Було 304 помешкання (290/км²).
Расовий склад населення:
| - 91,0 % — білих - 2,6 % — корінних американців - 0,8 % — азіатів - 0,3 % — вихідців з тихоокеанських островів - 2,3 % — осіб інших рас |

До двох чи більше рас належало 2,9 %. Частка іспаномовних становила 7,0 % від усіх жителів.
За віковим діапазоном населення розподілялося таким чином: 28,4 % — особи молодші 18 років, 57,5 % — особи у віці 18—64 років, 14,1 % — особи у віці 65 років та старші. Медіана віку мешканця становила 35,2 року. На 100 осіб жіночої статі у місті припадало 87,3 чоловіків;  на 100 жінок у віці від 18 років та старших — 82,1 чоловіків також старших 18 років.
Середній дохід на одне домашнє господарство  становив 56 362 долари США (медіана — 43 000), а середній дохід на одну сім'ю — 72 761 долар (медіана — 62 917). Медіана доходів становила 47 083 долари для чоловіків та 42 167 доларів для жінок. За межею бідності перебувало 19,5 % осіб, у тому числі 35,3 % дітей у віці до 18 років та 15,2 % осіб у віці 65 років та старших.
Цивільне працевлаштоване населення становило 319 осіб. Основні галузі зайнятості: мистецтво, розваги та відпочинок — 18,8 %, роздрібна торгівля — 12,5 %, освіта, охорона здоров'я та соціальна допомога — 11,0 %, виробництво — 10,7 %.